# Алексије Палеолог (севаст)
Алексије Дука Палеолог (средњегрчки: Ἀλέξιος Δούκας Παλαιολόγος) је био византијски аристократа из дванаестог века - члан породице Палеолог, који је носио почасну титулу севаста.
Алексије Палеолог је био трећи син севаста Георгија Палеолога – генерала, и блиског сарадника цара Алексија I Комнина. Везу Алексија Палеолога са породицом Георгија Палеолога потврђује монодија Лава Мегиста о прецима великог етериарха Георгија Палеолога, упућена жени потоњег, у којој се помиње да је мајка Алексија Палеолога била потомак цезар и сестра жене цара Алексија I Комнина. Овај податак омогућава извесну идентификацију мајке Алексија Палеолога са Аном Дукином - женом Георгија Палеолога, који је био унука цезара Јована Дуке и млађа сестра царице Ирине Дукине, супруге цара Алексија I Комнина. Алексије је био трећи син Георгија Палеолога и Ане Дука и био је млађи брат Андроника Палеолога и Нићифора Палеолога.
Алексије Палеолог се помиње и у песми Николаја Каликла, посвећеној икони Христа Искупитеља, украшеној даровима његове жене Ане Дука, за коју Каликле извештава да је била из породице Комнина. Каликлеов податак је важан додатак подацима о Алексијевој жени садржаним у монодији Лава Мегиста, који наводи да је жена Алексија Палеолога била ћерка севаста Алексија Комнинодука, који је био син прото-севаста и великог доместика Запада Хадријана и од порфиророђене Ане из породице Дука, ћерке цара Константина X Дуке. Ови подаци омогућавају да се жена Алексија Палеолога идентификује као Ана Дукина Комнина, ћерка Алексија Дуке Комнина и Ирине Синадине и унука Aдријана Комнина и његове супруге Зоје Дукине – најмлађе ћерке цара Константина X Дуке, помиње је Лав Мегист са њеним монашким именом Ана.
Из Каликлеове песме јасно се види да је Алексије Палеолог имао и титулу севаста, за коју се зна да је дата свим синовима Георгија Палеолога и Ане Дука.
Алексије Палеолог и Ана Дукина Комнина имали су троје деце:
- Георгије Палеолог, велики етериарх
- Константин Палеолог, пансеваст
- ћерка непознатог имена Палеологина.[2]